# Turanoniscus anacanthotermitis
Turanoniscus anacanthotermitis är en kräftdjursart som beskrevs av Borutzkii 1969B. Turanoniscus anacanthotermitis ingår i släktet Turanoniscus och familjen Turanoniscidae. Inga underarter finns listade i Catalogue of Life.